# 西田忠之
西田 忠之（にしだ ただゆき、1840年（天保10年11月） - 1899年（明治32年）4月6日）は、明治時代の裁判官、政治家。衆議院議員（1期）。

## 経歴
滋賀県蒲生郡竜王町出身。漢学と書法を学ぶ。1868年に刑法官書記、1876年大審院所属、1881年判事となり、1894年に退官した。刑法官書記、補亡司判事、鞠獄司判事、徴士補亡司知事、逮部権正、太政官八等出仕、大審院大属、判事補、陸軍裁判所少主理、治安裁判所判事、北条区裁判所監督判事などを歴任した。
1894年の第4回衆議院議員総選挙において滋賀3区から進歩党で立候補して当選。立憲改進党の議員として、衆議院議員を1期務めた。1898年の第5回衆議院議員総選挙には出馬しなかった。翌1899年4月に死去した。
代議士になった後は京都に移住し、議員活動をしながら趣味の謡曲をたしなむなど、穏やかな生活を送ったという。死後、所蔵文書や資料は法政大学に寄贈され、「西田文庫」として収められている。